# March from the River Kwai
March from the River Kwai ist ein von Malcolm Arnold im Jahre 1957 für den Film The Bridge on the River Kwai (deutscher Titel: Die Brücke am Kwai) komponierter Marsch, der vom Orchester Mitch Miller gespielt wurde und sich zum Millionenseller entwickelte.

## Entstehungsgeschichte
Mitch Miller war nicht nur Orchesterleiter der Hausband von Columbia Records, sondern auch Produzent und einflussreicher Manager des Labels seit Februar 1950. Als Orchesterleiter konnte er ab Juni 1950 bereits einige umsatzstarke LPs und die Single The Yellow Rose of Texas als Millionenseller vorweisen.
„Le Pont de la Riviere Kwai“ war der Titel eines im Jahr 1952 vom französischen Autor Pierre Boulle verfassten Kriegsromans. Im September 1956 entschloss man sich, hierauf eine britische Filmproduktion aufzubauen, deren Drehbuch jedoch erheblich von der Romanvorlage abwich. Der Film, dessen Dreharbeiten im Oktober 1956 begannen und Mai 1957 in Sri Lanka endeten, zeigte den Bau einer von Kriegsgefangenen zu errichtenden Brücke über einen Seitenarm des Kwae-Flusses (ausgesprochen wie „Kwai“) als Teil einer Eisenbahnlinie. Während der Dreharbeiten arbeitete Malcolm Arnold an den Filmmusiken. Regisseur David Lean war nicht zufrieden mit der ungeordneten Eröffnungs-Szene verlumpter britischer Kriegsgefangener, als diese eher undiszipliniert in ein Gefangenenlager einrückten. Lean pfiff den Colonel Bogey March, den dann alle Soldaten mitpfiffen, sodass sich die Soldaten im Marschtempo bewegten und hierdurch einen geordneten Eindruck hinterließen.
Malcolm Arnold lieferte dann seine Komposition des River Kwai March, den Mitch Miller zusammen mit dem Colonel Bogey March zu einem Medley arrangierte, das am Ende des Films zu hören ist. Malcolm Arnold schuf eigens für den Film als orchestrale Gegenmelodie zu dem gepfiffenen Bogey-Marsch der Soldaten, als sie das Gefangenenlager betreten, den River Kwai March. Arnolds Marsch taucht an mehreren Stellen im Film auf und ist auch am Ende zu hören. Die bekanntere Anfangsmelodie indes ist der 1914 durch Leutnant Frank Joseph Ricketts unter dem Pseudonym Kenneth J. Alford komponierte Colonel Bogey March. Das Medley besteht aus der Melodie des Colonel Bogey March, die über den orchestrierten River Kwai March gelegt ist. Beide sind eigenständige, urheberrechtlich geschützte Werke.

## Musikaufnahme
Aufnahmetermin war der 11. November 1957, an dem Mitch Miller sein Orchester in den legendären Columbia 207 East 30th Street Studios in New York versammelte. Es handelte sich bei den Studios nicht um übliche Tonstudios, sondern um eine nicht mehr benutzte und dann umgebaute griechisch-orthodoxe Kirche mit über 30 Meter hoher Decke. Hier konnte mit voluminösem natürlichen Echo aufgenommen werden. Dieses Echo, verstärkt durch hoch aufgehängte Mikrofone, nutzte man auch für die Aufnahme vom River Kwai March. Hauptanteil am Sound haben beim Medley mehrere Trommeln und das durch das natürliche Echo verstärkte Pfeifen. Hierzu erteilte Mitch Miller eigens den Auftrag, dass die Vorhänge nicht angerührt werden und die Reinigungskräfte den Holzboden nicht bohnern durften, um mögliche schädliche Auswirkungen auf die Akustik zu vermeiden.

## Erfolg

US-amerikanische Single March from the River Kwai – Colonel Bogey, 1958

Deutsche Single March from the River Kwai – Colonel Bogey, 1958

Der mit sieben Oscars ausgezeichnete Film The Bridge on the River Kwai kam am 2. Oktober 1957 in die britischen Kinos, am 18. Dezember 1957 in den USA (New York) und hatte am 7. März 1958 in Deutschland Premiere (Die Brücke am Kwai). Der Film brachte 28 Millionen US $ Einnahmen bei einem Filmbudget von 3,2 Millionen $. Arnold erhielt einen Academy Award („Oscar“) für die Filmmusik.
Vor diesem cineastischen Hintergrund brachte Columbia Records zunächst am 23. Dezember 1957 die LP The Bridge on the River Kwai parallel zum Film heraus. Daraus wurde dann als Single March from the River Kwai – Colonel Bogey (so der vollständige Titel im Columbia Records-Katalog #41066) mit der Rückseite Hey Little Baby im Januar 1958 in den USA auf den Markt gebracht. Sie kam am 13. Januar 1958 in die Pop-Hitparade, wo sie in den „Hot 100“ auf Rang 60 begann und in der „Most Played By Jockeys“ am 3. Februar 1958 bis auf Rang 20 vordrang. Beflügelt durch den großen Kinoerfolg, konnte die Platte alleine in den USA eine Million Mal umgesetzt werden. Billboard listete den Song als einen der Titel mit großer Zuhörerschaft im Radio. Weltweit wird die bekannte Melodie inzwischen unter dem Titel March from the River Kwai als Musik aus dem berühmten Kriegsfilm identifiziert.
In Deutschland wurde der Titel im März 1958 veröffentlicht (Philips #322 205 BF) und verblieb ab April drei Monate lang auf dem ersten Rang der Hitparade. Innerhalb von sechs Wochen waren in Deutschland 600.000 Exemplare verkauft, nach einem halben Jahr war bereits die Millionengrenze überschritten. Insgesamt wurden allein in Deutschland vier Millionen Exemplare umgesetzt. Mit seinen vier Millionen verkauften Einheiten war es bis 1997 die meistverkaufte Single des deutschen Musikmarktes, erst Elton Johns Something About the Way You Look Tonight / Candle in the Wind 1997 löste die Single ab. Bis heute rangiert March from the River Kwai auf Rang zwei der meistverkauften Singles in Deutschland. Von seinem Musiklabel wurde Miller für den Erfolg in Deutschland mit einer Goldenen Schallplatte ausgezeichnet.
Für Mitch Miller war Marschmusik kein Novum, denn er hat insgesamt 13 Märsche für Columbia eingespielt, darunter auch den Millionenseller The Yellow Rose of Texas. Der bei der ASCAP registrierte Kwai-Song lautet hier lediglich „March“. Für Malcolm Arnold sind insgesamt 299 Kompositionen eingetragen.

## Coverversionen
Am 27. Februar 1958 wurde in Frankreich eine Vokalfassung von Annie Cordy herausgebracht, die sich dort zum Bestseller entwickelte. Polydor beeilte sich, Helmut Zacharias zum Marsch zu bewegen, während Electrola eine Version mit dem englischen Orchester von Ron Goodwin auf den Markt brachte. Die deutsche Decca bot eine Version von Ernst Mosch an. Alle verfehlten die deutschen Charts, sodass der Erfolg des Originals nicht geschmälert werden konnte.